# Estación José A. Guisasola
La estación José A. Guisasola es una estación ferroviaria, ubicada en la localidad de El Perdido, en el Partido de Coronel Dorrego, en la Provincia de Buenos Aires, Argentina. José Antonio Guisasola fue un eibarres que donó dinero para muchas causas benéficas. También tiene una calle en su ciudad natal.

## Servicios
Es una pequeña estación del ramal perteneciente al Ferrocarril General Roca, desde la Tandil hasta la estación Bahía Blanca.
No presta servicios de pasajeros. 